# Мкртичан Григорій Мкртичевич
Григорій Мкртичевич Мкртичан (рос. Григо́рий Мкрты́чевич Мкртыча́н; нар. 3 січня 1925, Краснодар, Північно-Кавказький край, СРСР — пом. 14 лютого 2003, Москва, Росія) — радянський хокеїст, воротар.
Олімпійський чемпіон та дворазовий чемпіон світу. Перший радянський воротар світового рівня. Вважається основоположником воротарської школи в СРСР.

## Клубна кар'єра
Виступав за московські команди ЦСКА (1947–1950, 1953–1958) та ВПС (1950–1953). Дев'ять разів здобував золоті нагороди у чемпіонатах СРСР. Другий призер 1954, 1957. Всього у чемпіонатах СРСР провів 170 матчів. Володар кубка СРСР 1952, 1954–1956; фіналіст — 1951. За результатами сезону тричі обирався до символічної збірної (1951–1953).

## Виступи у збірній
У складі національної збірної здобув золоту нагороду на Олімпійських іграх 1956 у Кортіна-д'Ампеццо.
Чемпіон світу 1954, 1956; другий призер 1955. На чемпіонатах Європи — три золоті нагороди (1954–1956). На чемпіонатах світу та Олімпійських іграх провів вісім поєдинків, а всього у складі збірної СРСР — 26 матчів.

## Тренерська діяльність
У 1960–1962 роках очолював московський «Локомотив». Під його керівництвом команда здобула бронзові нагороди чемпіонату СРСР 1961.

## Нагороди та досягнення
Нагороджений орденом «Знак Пошани» (1979) та медаллю «За трудову доблесть» (1957). Заслужений майстер спорту СРСР (1954) та заслужений тренер СРСР (1967).
| Нагороди         | Команда              | Кіл. | Роки                               |
| ---------------- | -------------------- | ---- | ---------------------------------- |
| Олімпійські ігри |                      |      |                                    |
| Золото           | СРСР                 | 1    | 1956                               |
| Чемпіонат світу  |                      |      |                                    |
| Золото           | СРСР                 | 2    | 1954, 1956                         |
| Срібло           | СРСР                 | 1    | 1955                               |
| Чемпіонат Європи |                      |      |                                    |
| Золото           | СРСР                 | 3    | 1954, 1955, 1956                   |
| Чемпіонат СРСР   |                      |      |                                    |
| Золото           | ЦСК МО (Москва)      | 6    | 1948, 1949, 1950, 1955, 1956, 1958 |
| Золото           | ВПС (Москва)         | 3    | 1951, 1952, 1953                   |
| Срібло           | ЦСК МО (Москва)      | 2    | 1954, 1957                         |
| Бронза           | «Локомотив» (Москва) | 1    | 1961 (тренер)                      |
| Кубок СРСР       |                      |      |                                    |
| Володар          | ВПС (Москва)         | 1    | 1952                               |
| Володар          | ЦСК МО (Москва)      | 3    | 1954, 1955, 1956                   |
| Фіналіст         | ВПС (Москва)         | 1    | 1951                               |